# Kohei Hiramatsu
Kohei Hiramatsu (平松 康平?, Hiramatsu Kohei; Prefettura di Shizuoka, 19 aprile 1980) è un ex calciatore giapponese, di ruolo centrocampista.